# Naturschutzgebiet Holbecke
Das Naturschutzgebiet Holbecke ist ein 5,28 ha großes Naturschutzgebiet (NSG) nordöstlich vom Dorf Hardenberg in der Stadt Meinerzhagen im Märkischen Kreis in Nordrhein-Westfalen. Das NSG wurde 2001 vom Kreistag des Märkischen Kreises mit dem Landschaftsplan Nr. 6 Meinerzhagen ausgewiesen. Das Naturschutzgebiet Gleyer liegt nur von der Kreisstraße 4 getrennt nördlich des NSG.

## Gebietsbeschreibung
Bei dem NSG handelt es sich um eine Nassweide und Magergrünland mit Sickerquellbereich eines Seitenbaches der Holbecke auf einem gleichmäßig schwach nach südost geneigten Hang. Das NSG ist von Kleingehölzen und Gräben durchsetzt. Das Zentrum des NSG wird von einer extensiv beweideten Nasswiese gebildet, in der unzählige Exemplare des Gefleckten Knabenkrautes vorkommen. Im trockeneren Bereich des NSG liegt eine feuchte Magerweide, in der ein ansehnlicher Bestand von Arnika vorkommt. Der namenlose Bach, welcher den Grünlandbereich durchzieht, ist im unteren Bereich auf kürzeren Abschnitten als naturnaher Bach anzusprechen, während die oberen Arme meist als begradigte Gräben ausgebaut sind. Im Bachverlauf sind drei kleinere Teiche angelegt.

## Schutzzweck
Das Naturschutzgebiet wurde zur Erhaltung und Entwicklung der dortigen Nassweide und Magerweide und als Lebensraum gefährdeter Tier und Pflanzenarten ausgewiesen. Wie bei anderen Naturschutzgebieten in Deutschland wurde in der Schutzausweisung darauf hingewiesen, dass das Gebiet „wegen der landschaftlichen Schönheit und Einzigartigkeit“ zum Naturschutzgebiet wurde.